# Observatorio Luz Ibarburu
El Observatorio Luz Ibarburu (OLI) es una red de organizaciones de la sociedad civil que trabaja en los derechos humanos relacionados con el pasado reciente en Uruguay.

## Historia
Se creó en los primeros meses de 2012, a iniciativa de la Secretaría de Derechos Humanos y Políticas Sociales del PIT-CNT para impulsar una ley que asegurara el cumplimiento de la sentencia del caso Gelman vs Uruguay. Inicialmente esas organizaciones fueron el Grupo de Madres y Familiares de Detenidos Desaparecidos; HIJOS; SERPAJ Uruguay, CRYSOL, la fundación Mario Benedetti y Zelmar Michelini, la Mesa Permanente Contra la Impunidad; FUCVAM, FEUU, ONAJPU, el Movimiento de Educadores por la Paz, el Colectivo Pro Derechos, el Colectivo de Denunciantes del 2011 y la Comisión por la Memoria de los Fusilados de Soca. Luego se sumaron el INAS y la Asociación ¿Dónde Están? de Francia. La presentación pública del OLI fue el 10 de octubre de 2012 en el Palacio Legislativo del Uruguay.
En los comienzos tenía el cometido de vigilar el cumplimiento de la sentencia Gelman actuando para mejorar o perfeccionar la eficacia de las políticas públicas en cumplimiento de las obligaciones internacionales emanadas de la sentencia de la Corte Interamericana de Derechos Humanos que condenó al Estado uruguayo.
El Observatorio toma su nombre de Luz Ibarburu, quien fuera una de las fundadoras de la organización Madres y Familiares de Uruguayos Detenidos Desaparecidos y que cuando falleció el 30 de junio de 2006 a los 84 años, llevaba 30 años de incansable reclamo de verdad y justicia sobre la desaparición forzada de su hijo Juan Pablo Recagno y de todos los desaparecidos.

## Objetivos
De acuerdo al sitio institucional, OLI trabaja “Para vigilar el cumplimiento de las políticas públicas a las que está obligado el Estado por la sentencia de la Corte Interamericana de Derechos Humanos en el caso Gelman y por el derecho internacional. Para exigir y alentar al Estado a que desarrolle políticas en ese campo. Para organizar la información sobre el tema y transformarla en conocimiento útil para el fortalecimiento de la sociedad civil.”
OLI crea y mantiene una base de datos de seguimiento de denuncias de violaciones a los derechos humanos presentadas ante el Poder Judicial, publicada en su sitio web.
Ha actuado como patrocinante en denuncias de violaciones a los derechos humanos bajo el terrorismo de Estado, y cumple un rol activo de denuncia de la omisión del Estado en el cumplimiento de su obligación de asegurar la investigación y juicio de delitos de lesa humanidad.